# Apple GS/OS
GS/OS es un sistema operativo desarrollado por Apple Computer para su computadora personal Apple IIGS que utiliza el sistema de archivo ProDOS. Proporciona facilidades para acceder al sistema de archivos, controlar dispositivos de entrada/salida, cargar y ejecutar archivos de programas, y un sistema que permite que los programas manejen interrupciones y señales. GS/OS se incluyó como componente de las versiones 4.0 a 6.0.1 del software del sistema de Apple IIGS. GS/OS, a diferencia de su predecesor, está escrito completamente en código de 16 bits y fue el primer sistema operativo verdadero de 16 bits para el IIGS. 
GS/OS incluye una instalación conocida como file system translators (FST; literalmente traductores de sistemas de archivos) que le permite admitir múltiples sistemas de archivos en disco de una manera transparente para los programas de aplicación, una característica que no se encuentra en ProDOS o en la mayoría de los otros sistemas operativos de microcomputadoras en ese momento. Por lo general, se usaba con el sistema de archivos ProDOS (que era el único desde el que se podía iniciar), pero GS/OS también admite una variedad de otros sistemas de archivos, incluido el sistema de archivos jerárquico utilizado por Mac OS. Otros traductores de sistemas de archivos, además de ProDOS y HFS, incluyen los de MS-DOS, High Sierra/ISO-9660, Apple DOS 3.3 y Pascal, aunque solo lectura (el soporte completo de lectura/escritura se había planeado pero nunca se completó). Otra ventaja de GS/OS sobre ProDOS 16 es que fue escrito en código de 16 bits para el procesador 65816 utilizado en el IIGS, en lugar de principalmente en el código de máquina 6502 de 8 bits que no aprovecha el IIGS características únicas. También amplía el sistema de archivos ProDOS para proporcionar recursos de tenedores en archivos similares a los utilizados en Apple Macintosh, lo que permite que los programas se escriban de una manera más flexible. 
El gran cambio con respecto a las versiones anteriores de ProDOS es que GS/OS incorpora muchas características del Macintosh System 5. En particular, GS/OS tiene un Finder, fuentes cargables, controladores de dispositivos enchufables (módem, impresora, etc.) Se encuentra disponible un entorno de desarrollo de línea de comandos llamado APW (Taller del Programador de Apple); muy parecido al Macintosh Programmer's Workshop.

## Lanzamientos[5]

### ProDOS 16 (predecesor GS/OS)
- 1986 - Sistema 1.0 (ProDOS 16 v1.0), Sistema 1.1 (ProDOS 16 v1.1)
- 1987 - Sistema 2.0 (ProDOS 16 v1.2), Sistema 3.1 (ProDOS 16 v1.3)
- 1988 - Sistema 3.2 (ProDOS 16 v1.6)

### GS/OS
- 1988 - Sistema 4.0 ( GS/OS v2.0)
- 1989 - Sistema 5.0 ( GS/OS v3.0), Sistema 5.0.2 ( GS/OS v3.0)
- 1990 - Sistema 5.0.3 ( GS/OS v3.03)
- 1991 - Sistema 5.0.4 ( GS/OS v3.03)
- 1992 - Sistema 6.0 ( GS/OS v4.01)
- 1993 - Sistema 6.0.1 ( GS/OS v4.02)

### Versiones no oficiales
- 2015 - Sistema 6.0.2 ( GS/OS v4.02),[6] Sistema 6.0.3 ( GS/OS v4.02)[7]
- 2017 - Sistema 6.0.4 ( GS/OS v4.02)[8]